# Amstel Gold Race 2013
48. edycja wyścigu kolarskiego Amstel Gold Race odbył się w dniu 14 kwietnia 2013 roku i liczył 251,8 km. Start wyścigu w Maastricht, a meta w Cauberg. Wyścig figurował w rankingu światowym UCI World Tour 2013.
Zwycięstwo odniósł Czech Roman Kreuziger z Team Saxo-Tinkoff, zwyciężając pierwszy raz w tym wyścigu. W wyścigu wystartowało trzech Polaków: z numerem 46 Maciej Paterski z Cannondale (84. miejsce na mecie), z 112 numerem Michał Kwiatkowski z Omega Pharma-Quick Step (4. miejsce) i z 222 numerem Bartosz Huzarski z Team NetApp-Endura (nie ukończył klasyku).

## Uczestnicy
Na starcie tego klasycznego wyścigu stanęło 25 zawodowych ekip, dziewiętnaście drużyn jeżdżących w UCI World Tour 2013 i sześć profesjonalnych zespołów zaproszonych przez organizatorów z tzw. „dziką kartą”.
Lista drużyn uczestniczących w wyścigu:
| Numery  | Kod | Drużyna                 |
| ------- | --- | ----------------------- |
| 1-8     | AST | Astana Pro Team         |
| 11-18   | A2R | Ag2r-La Mondiale        |
| 21-28   | BLA | Blanco Pro Cycling Team |
| 31-38   | BMC | BMC Racing Team         |
| 41-48   | CAN | Cannondale              |
| 51-58   | EUS | Euskaltel-Euskadi       |
| 61-68   | FDJ | FDJ                     |
| 71-78   | KAT | Team Katusha            |
| 81-88   | LAM | Lampre-Merida           |
| 91-98   | LTB | Lotto-Belisol           |
| 101-108 | MOV | Movistar Team           |
| 111-118 | OPQ | Omega Pharma-Quick Step |
| 121-128 | OGE | Orica-GreenEDGE         |

| Numery  | Kod | Drużyna             |
| ------- | --- | ------------------- |
| 131-138 | SKY | Sky Procycling      |
| 141-148 | ARG | Argos-Shimano       |
| 151-158 | GRS | Garmin-Sharp        |
| 161-168 | RLT | RadioShack-Leopard  |
| 171-178 | TST | Team Saxo-Tinkoff   |
| 181-188 | VCD | Vacansoleil-DCM     |
| 191-198 | AJW | Accent.jobs-Wanty   |
| 201-208 | CRE | Crelan-Euphony      |
| 211-218 | IAM | IAM Cycling         |
| 221-228 | TNE | Team NetApp-Endura  |
| 231-238 | EUC | Team Europcar       |
| 241-248 | TSV | Topsport Vlaanderen |

## Klasyfikacja generalna
| M-ce | Imię i nazwisko    | Kraj      | Drużyna                      | Czas       |
| ---- | ------------------ | --------- | ---------------------------- | ---------- |
| 1.   | Roman Kreuziger    | Czechy    | Team Saxo-Tinkoff            | 6h 35' 21” |
| 2.   | Alejandro Valverde | Hiszpania | Movistar Team                | + 22"      |
| 3.   | Simon Gerrans      | Australia | Orica-GreenEDGE Cycling Team | + 22"      |
| 4.   | Michał Kwiatkowski | Polska    | Omega Pharma-Quick Step      | + 22"      |
| 5.   | Philippe Gilbert   | Belgia    | BMC Racing Team              | + 22"      |
| 6.   | Sergio Henao       | Kolumbia  | Sky Procycling               | + 22"      |
| 7.   | Björn Leukemans    | Belgia    | Vacansoleil-DCM              | + 22"      |
| 8.   | Pieter Weening     | Holandia  | Orica-GreenEDGE Cycling Team | + 22"      |
| 9.   | Enrico Gasparotto  | Włochy    | Astana Pro Team              | + 22"      |
| 10.  | Bauke Mollema      | Holandia  | Blanco Pro Cycling Team      | + 22"      |